# Brama Bartłomieja Berrecciego na Wawelu

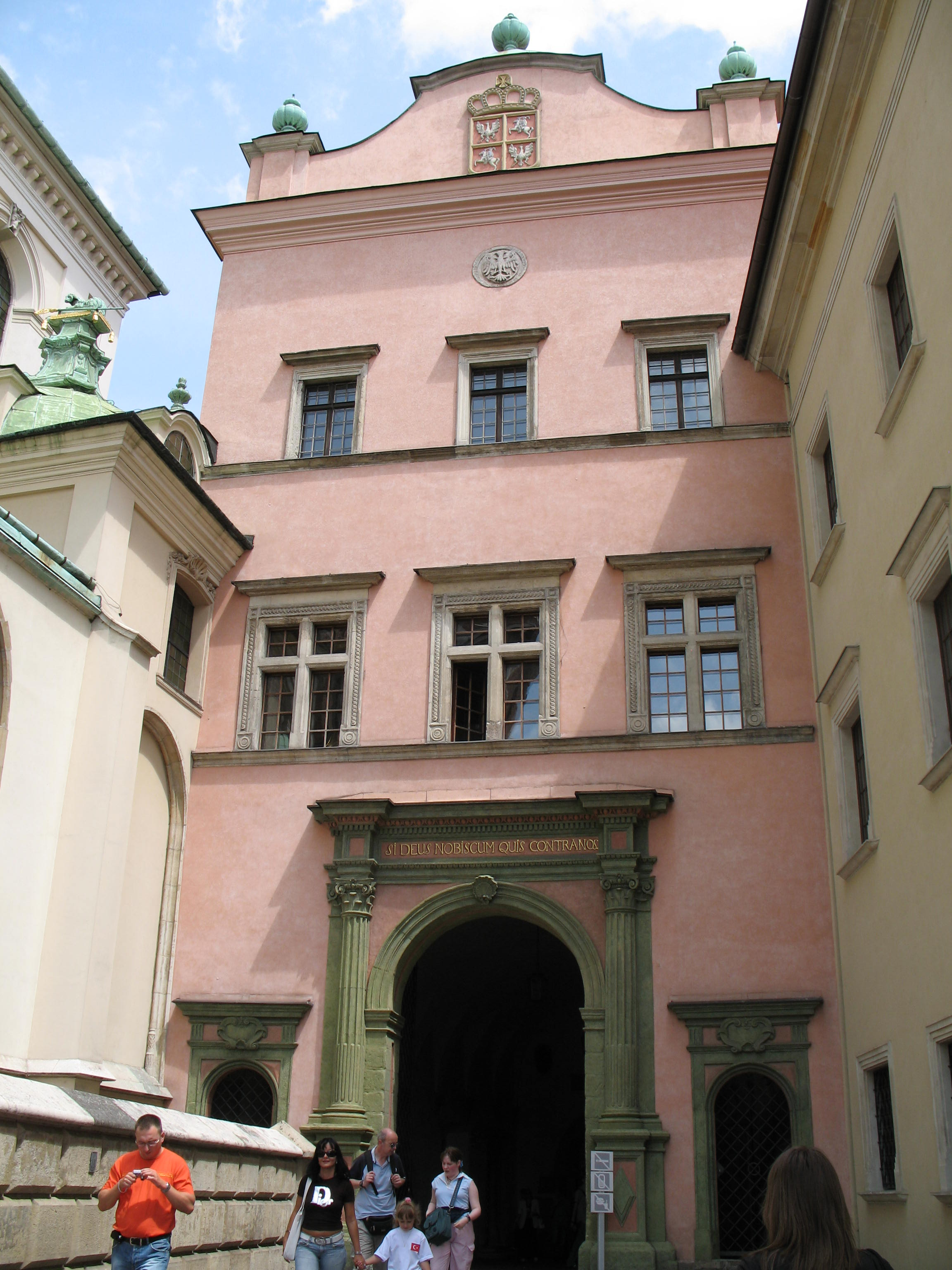
Brama Berrecciego, prowadząca na Dziedziniec arkadowy, od strony Dziedzińca Zewnętrznego

Brama Bartłomieja Berrecciego – brama wjazdowa Zamku Królewskiego na Wawelu, prowadząca na dziedziniec arkadowy. Budynek bramy składa się dwóch pięter, których pomieszczenia wchodzą obecnie w obręb ekspozycji Sztuki Wschodu. Swoją nazwę wzięła od projektanta – Bartłomieja Berrecciego.
Od strony zachodniej w bramie znajduje się portal wjazdu (pierwotnie bez bramek bocznych). Na belkowaniu o gładkim gryzie namalowany jest złocony łaciński napise SI DEUS NOBISCUM QUIS CONTRA NOS – Jeśli Bóg z nami, któż przeciw nam. Nad gzymsem wieńczącym pierwotnie były trzy kamienne tarcze: pośrodku z Orłem, po prawej z Pogonią, po lewej z Wężem (Sforzów). W pierwszej połowie XVIII wieku odnowiono portal główny i wymieniono większość elementów w zubożonej formie, bez niektórych szczegółów dekoracyjnych. Górną część fasady tworzyła attyka zwieńczona wazonami. Elewację pokrywała dekoracja malarska wykonana w 1534 roku przez Hansa Dürera przedstawiająca świętych Wacława i Floriana, a na I piętrze między oknami cztery postaci podpisane LIBERTAS, RELIGIO, IVSTITIA i FORTITUDO. Także na II piętrze znajdowały się dekoracje ze "znakami wojennymi". W 1736 wzmiankowano, że niedawno odmalowano fasadę.
Kamieniarka okien jest renesansowa, ale występuje tu też element wcześniejszy – nad oknem II piętra znajduje się kamienny Orzeł Piastowski z datą 1370, który przeniesiono tu z Pałacu w Łobzowie. Attyka wieńcząca bramę jest klasycystyczna (koniec XVIII wieku) i zastąpiła attykę renesansową.
Sień zdobią trzy tarcze z herbami Polski, Litwy i Sforzów, wykonane przez Berrecciego. Rozety na arkadzie prowadzącej bezpośrednio na dziedziniec zdobili Franciszek Florentczyk i Berrecci.

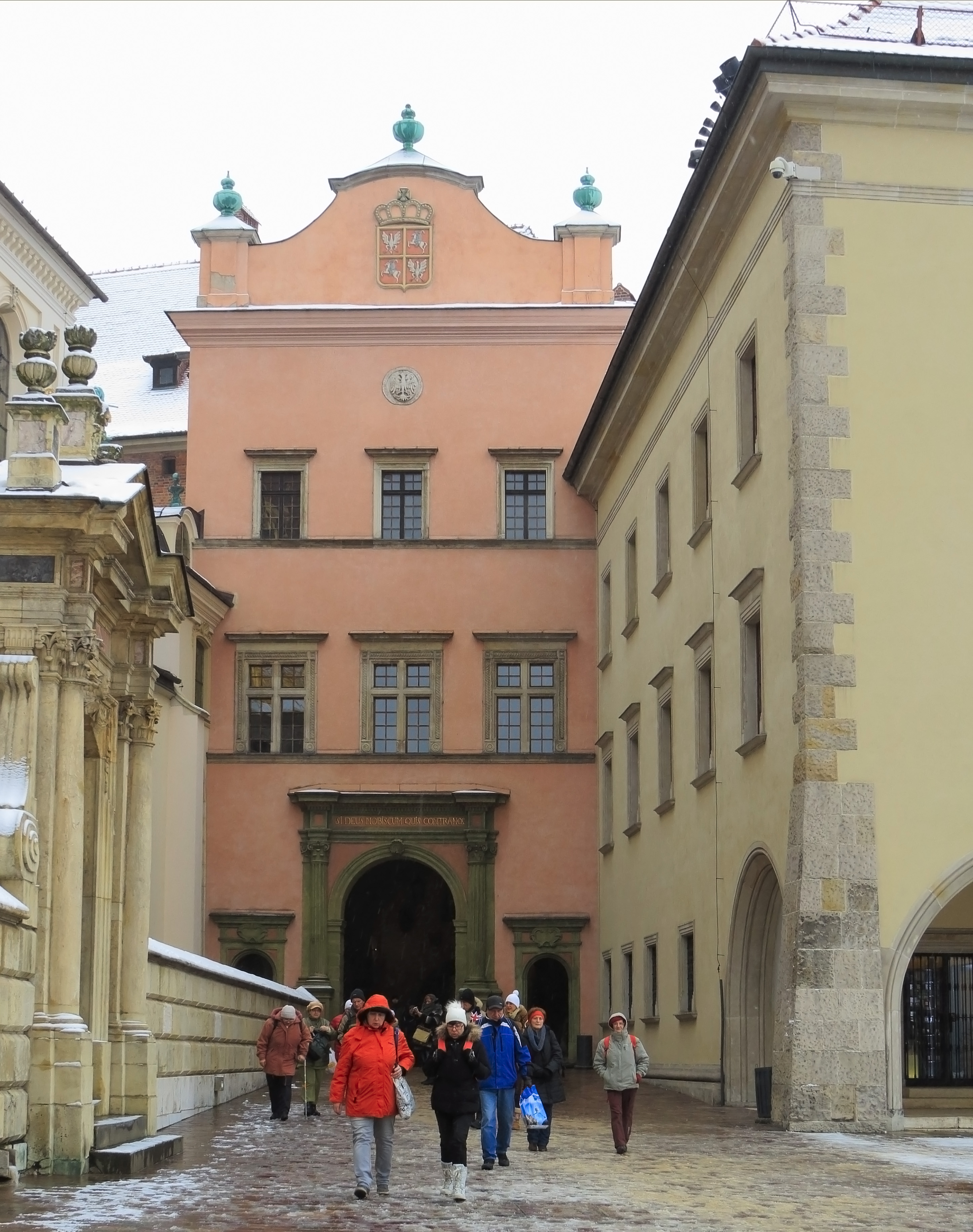
Brama na dziedziniec arkadowy
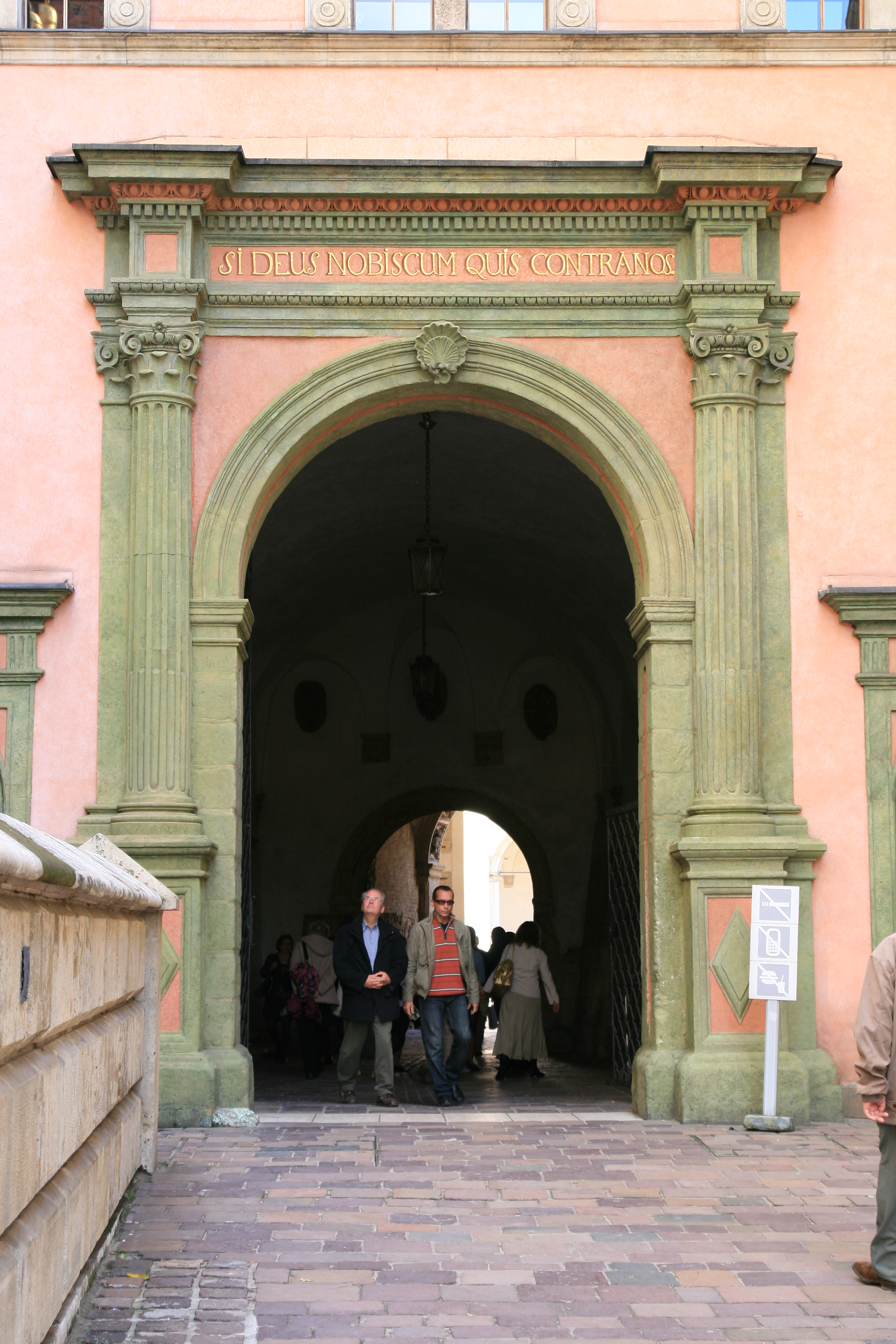
Portal renesansowy
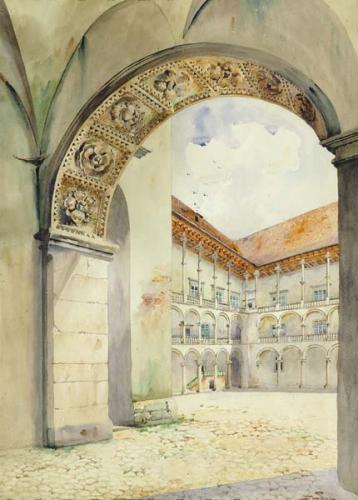
Widok z sieni bramy wjazdowej na krużganki - około 1900 r.
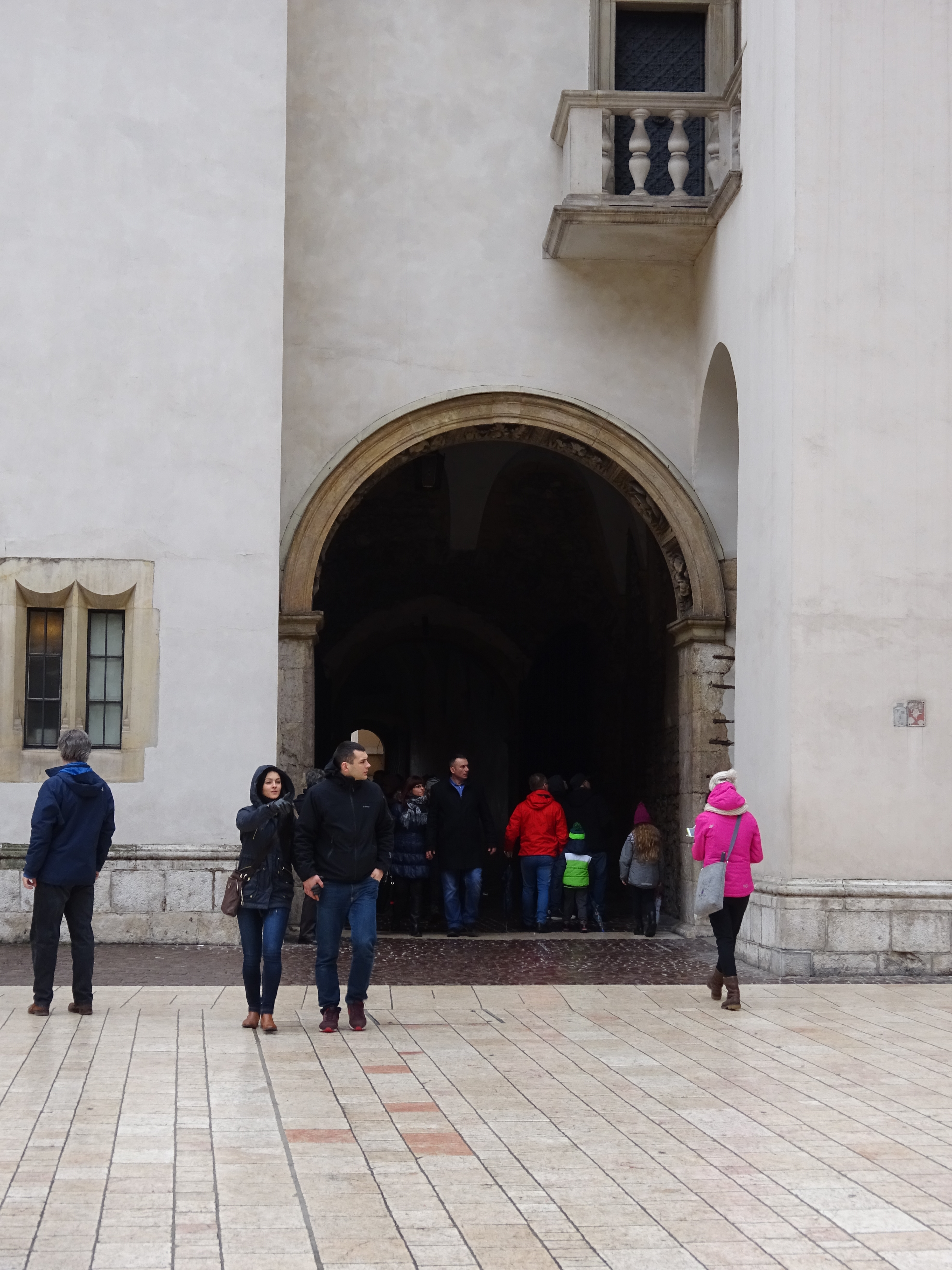
Brama Berecciego od strony dziedzińca arkadowego
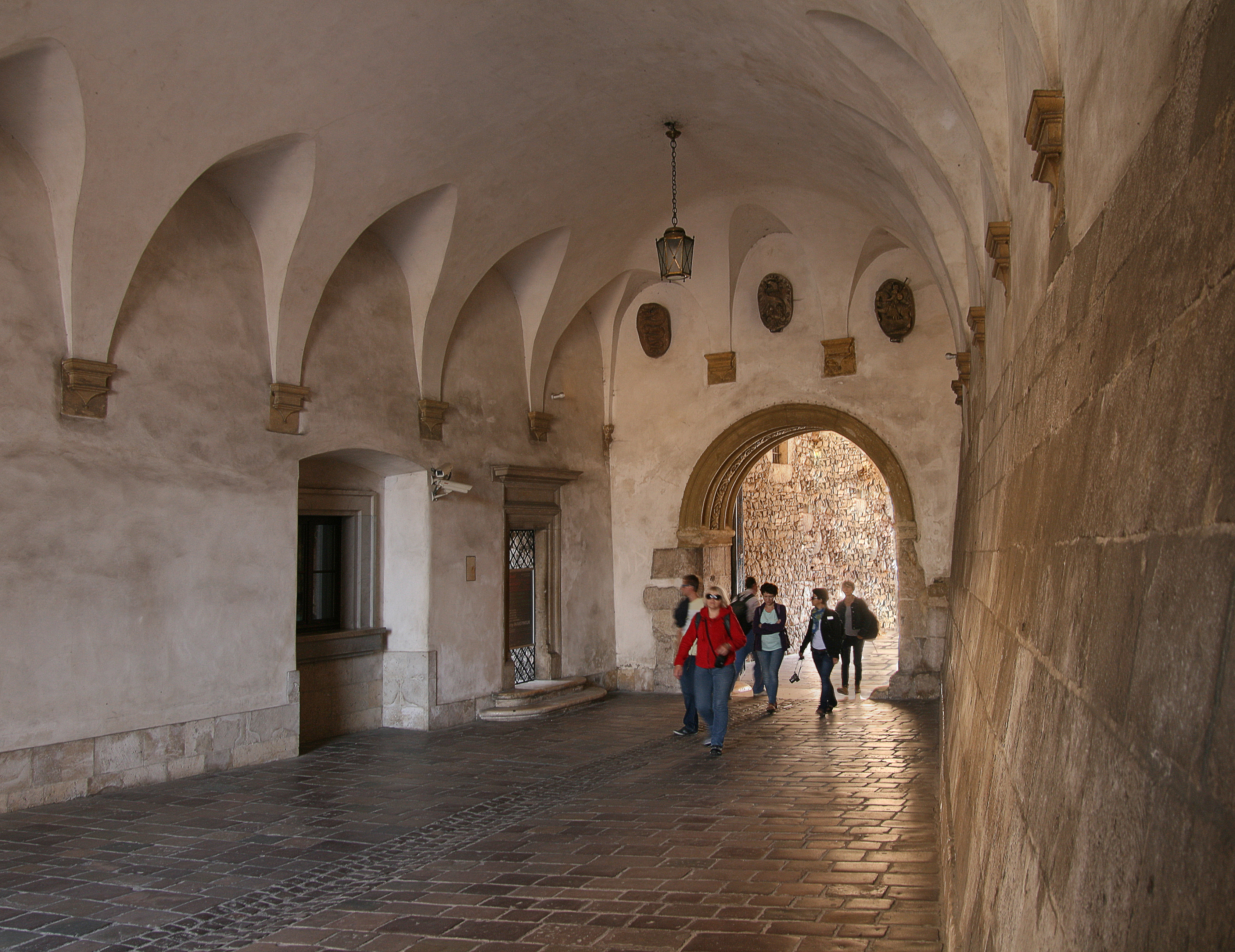
Wnętrze przejazdu bramnego
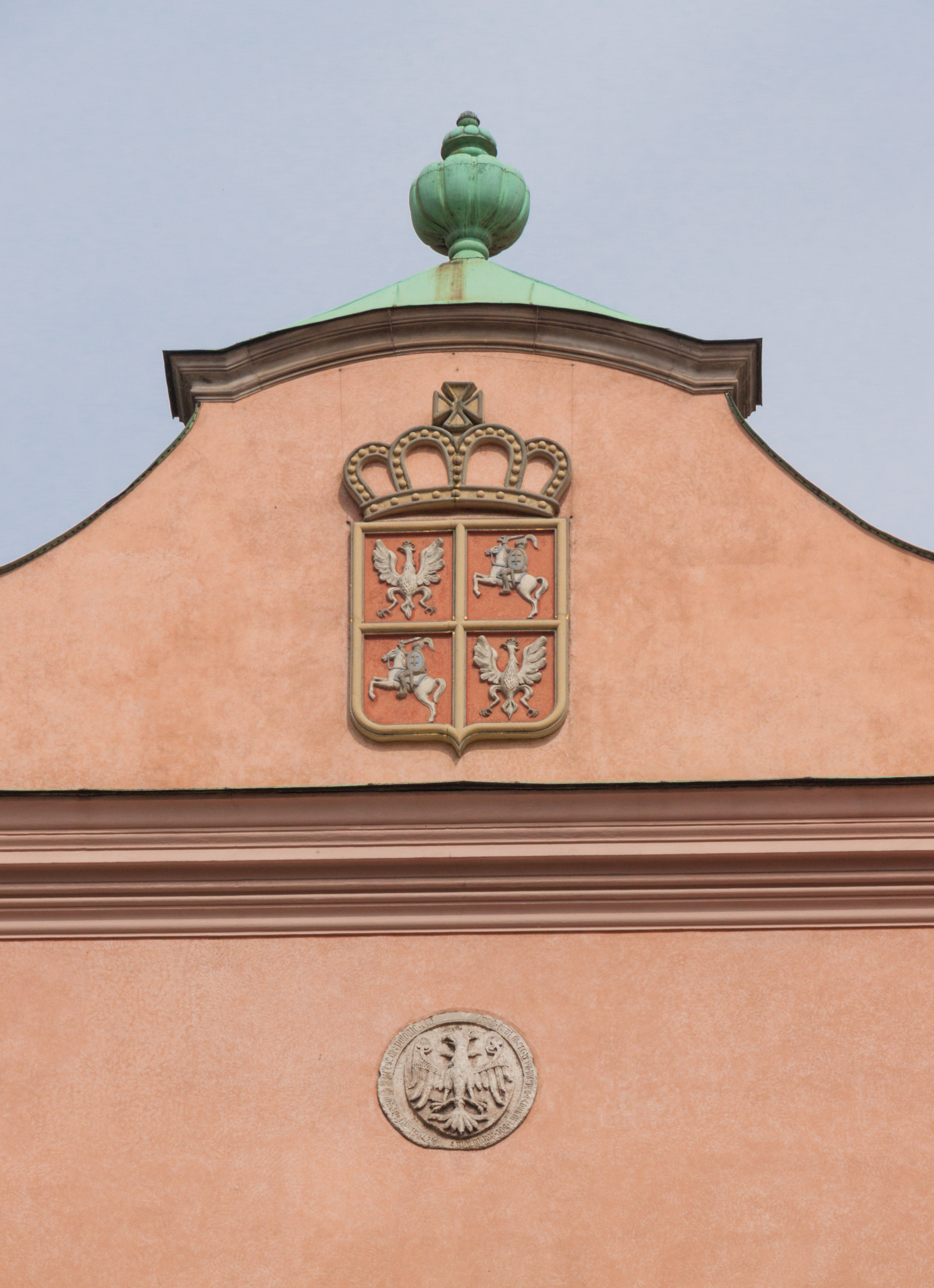
Zwieńczenie z XVIII wieku z herbem z Łobzowa